# Supercoupe d'Algérie de football 2019
Navigation
Supercoupe d'Algérie 2018 Supercoupe d'Algérie 2024
L'édition 2019 de la Supercoupe d'Algérie est la treizième édition de la Supercoupe d'Algérie et se déroule le 21 novembre 2020 au  Stade du 5-Juillet-1962. L'édition est marquée par la pandémie de Covid-19 en Algérie, le match se déroule à huis clos. 
Le match oppose l'USM Alger, champion d'Algérie 2018-2019, au CR Belouizdad, vainqueur de la Coupe d'Algérie 2018-2019, et se conclut par la victoire du CR Belouizdad sur le score de 2-1,.

## Feuille de match
| Finale 2019                    | USM Alger   | 1 – 2   | CR Belouizdad                 | Stade du 5-Juillet-1962, Alger                                                          |                                                                                         |
| 21 novembre 2020 20 h 30 UTC+1 | Mahious 60e | (0 – 2) | Sayoud 8e (pen.) · Koupko 31e | Spectateurs : huis clos (Covid−19) Diffuseur : ENTV Terrestre Arbitrage : Youcef Gamouh | Spectateurs : huis clos (Covid−19) Diffuseur : ENTV Terrestre Arbitrage : Youcef Gamouh |

| USM Alger | CR Belouizdad |

| Gardien de but     | 16 | Alexis Guendouz        |       |     |
|                    | 21 | Adem Alilet            |       | 46e |
|                    | 5  | Mustapha Bouchina      |       |     |
|                    | 20 | Mehdi Beneddine        |       |     |
|                    | 24 | Anis Khemaissia        |       |     |
|                    | 6  | Oussama Chita          |       | 62e |
|                    | 23 | Hamza Koudri           |       |     |
|                    | 7  | Ismail Belkacemi       |       |     |
|                    | 26 | Billel Benhammouda     |       | 82e |
|                    | 11 | Abdelkrim Zouari       |       |     |
|                    | 18 | Aymen Mahious          |       |     |
| Remplaçants :      |    |                        |       |     |
| Gardien de but     | 27 | Abdelmoumen Sifour     |       |     |
|                    | 3  | Abderrahim Hamra       |       | 46e |
|                    | 22 | Fateh Achour           |       |     |
|                    | 17 | Taher Benkhelifa       | 90+1e | 62e |
|                    | 10 | Mohamed Reda Boumechra |       |     |
|                    | 15 | Mazire Soula           |       |     |
|                    | 25 | Oussama Abdeldjelil    |       | 82e |
| Entraîneur :       |    |                        |       |     |
| François Ciccolini |    |                        |       |     |

| Gardien de but | 16 | Toufik Moussaoui           |       |     |
|                | 18 | Sofiane Bouchar            |       |     |
|                | 2  | Chouaïb Keddad             |       |     |
|                | 23 | Zine El Abidine Boulekhoua |       |     |
|                | 3  | Chemseddine Nessakh        | 45e   |     |
|                | 21 | Samir Aiboud               |       |     |
|                | 24 | Bilal Tarikat              |       | 57e |
|                | 6  | Zakaria Draoui             |       |     |
|                | 25 | Marcellin Koukpo           |       | 76e |
|                | 10 | Amir Sayoud                | 90+2e |     |
|                | 7  | Youcef Bechou              |       | 58e |
| Remplaçants :  |    |                            |       |     |
| Gardien de but | 1  | Gaya Merbah                |       |     |
|                | 22 | Mokhtar Belkhiter          |       |     |
|                | 4  | Zakaria Khali              |       |     |
|                | 33 | Houssem Mrezigue           |       |     |
|                | 9  | Mohamed Souibaâh           |       | 58e |
|                | 17 | Khaled Bousseliou          |       | 76e |
|                | 5  | Larbi Tabti                |       | 57e |
| Entraîneur :   |    |                            |       |     |
| Franck Dumas   |    |                            |       |     |

| Assistants : Bouabdallah Omari Akram Abbas Zerhouni Quatrième arbitre : Lamia Athmane Délégué principal : Abdelkader Chaaban Délégué assistant : Yacine Benhamza |